# Raiperunanotte
Raiperunanotte è stato un programma televisivo ideato da Michele Santoro e trasmesso in un'unica puntata nel 2010.

## Il programma

### Produzione
Prodotto da FNSI e USIGRai, il programma evento è andato in onda il 25 marzo 2010 dal PalaDozza di Bologna per aggirare la sospensione della messa in onda dei talk show politici della Rai Annozero, Porta a Porta, Ballarò e L'ultima parola, posta dal CdA Rai sotto il periodo delle elezioni regionali del 2010, durante il quale la Rai ha perso circa 7 milioni di euro di introiti. C'è stato un contributo economico da parte di 50.000 cittadini che hanno versato € 2,50 a testa affinché questo programma andasse in onda.
Raiperunanotte è stato trasmesso in diretta streaming sul web, nelle piazze italiane e in collaborazione con diverse emittenti aderenti all'evento, sia digitali che analogiche.
Su Rai News 24 è stato trasmesso in differita e in versione non integrale (venne tagliato l'intervento di Luttazzi).

### Emittenti collegate
A diffusione nazionale:
- Sky TG24 (canali 100 e 500 di Sky)
- Current TV (canale 130 di Sky)
- Rai News 24 (in differita e non integralmente)
- YouDem
- RED TV
- Repubblica Radio TV
- T-SAT
- Libera

A diffusione locale:
- È TV
- Telenova
- Antenna Sud
- Telestudio[non chiaro]
- RTV 38
- Telelombardia
- Antenna Tre Nordest
- TVR Voxson
- Teleregione Toscana
- Umbria Tv
- Tv Centro Marche
- Telecapri

### Streaming
L'evento è trasmesso in diretta streaming sui seguenti siti:
- raiperunanotte.it
- Corriere.it
- Repubblica.it
- LA7
- ilFattoQuotidiano.it
- Altratv.tv

## Ospiti

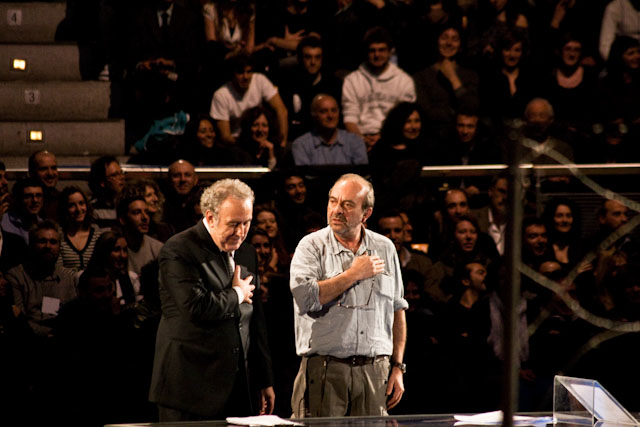
Michele Santoro e Vauro durante il "giuramento" conclusivo del programma

- Marco Travaglio
- Sandro Ruotolo
- Barbara Serra
- Norma Rangeri
- Loris Mazzetti
- Antonio Cornacchione
- Elio e le Storie Tese
- Daniele Luttazzi
- Morgan
- Antonello Venditti
- Giovanni Floris
- Gad Lerner
- Riccardo Iacona
- Vauro
- Teresa De Sio

## Interventi
- Mario Monicelli
- Roberto Benigni
- Milena Gabanelli
- Emilio Fede
- Maurizio Crozza
- Gillo Dorfles
- Trio Medusa
- Nicola Piovani
- Stefano Maria Bianchi

## Esito

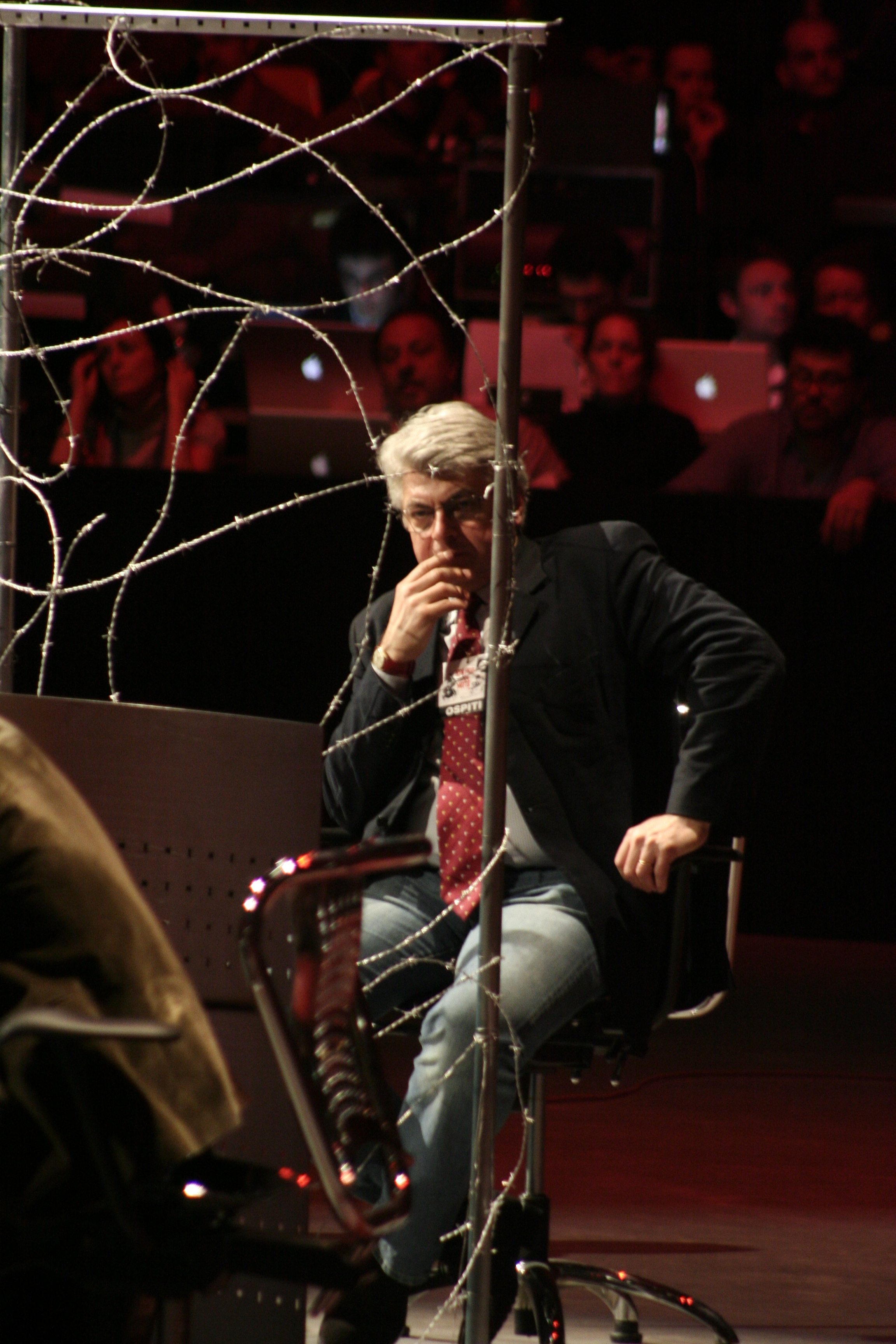
Loris Mazzetti dietro al filo spinato (il "cilicio della Binetti").

La trasmissione è stata seguita da oltre 125.000 persone in contemporanea sul web ed ha fatto registrare uno share del 13% nelle emittenti televisive satellitari e locali, togliendo contemporaneamente il 10% di share alle grandi reti Rai e Mediaset. Il giorno dopo l'evento Michele Santoro, in merito ai dati sugli ascolti, ha definito Raiperunanotte una "scossa tellurica nel sistema della televisione italiana".

## Reazioni
L'evento mediatico ha creato già durante la diretta diverse reazioni politiche. Una di queste, quella del ministro per i beni culturali Sandro Bondi ("fate pena"), è stata riportata dallo stesso Santoro al PalaDozza, suscitando i fischi del pubblico. Il giorno successivo è stato lo stesso Presidente del Consiglio Silvio Berlusconi ad intervenire, auspicando sanzioni contro Santoro da parte dell'Agcom, definendo un "obbrobrio" la trasmissione. Di tutta risposta il giornalista ha accusato il premier di aver occupato la Rai e di essere lui a doverne uscire.